# Mergoscia
Mergoscia är en ort och kommun i distriktet Locarno i kantonen Ticino, Schweiz. Kommunen har 203 invånare (2023).